# بهار دلکش
«بهار دلکش» یکی از تصنیف‌های درویش‌خان است که در آواز ابوعطا، گوشهٔ حجاز اجرا شده است. تاکنون خوانندگان چندی چون عبدالله دوامی، محمدرضا شجریان، علیرضا قربانی، رشید بهبودوف، عارف، شکیلا، وحید تاج، سالار عقیلی، دریا دادور، محمد معتمدی، سید خلیل عالی‌نژاد و سید ماهان میرزاده این تصنیف را اجرا کرده‌اند.

## ترانه
در بعضی منابع به اشتباه ابداع تصنیف بهار دلکش به عارف قزوینی منسوب شده است از جمله مجلهٔ موسیقی شماره ۲۰ و آلبوم عشق داند (از آثار لطفی و شجریان). جالب این که لطفی و شجریان در اجرایی که در سال ۱۳۵۴ در تلویزیون ملی ایران داشتند این تصنیف را به نام درویش خوانده و نواخته بودند. روح‌الله خالقی در کتاب سرگذشت موسیقی ایران از این تصنیف به عنوان یکی از آثار درویش‌خان یاد کرده است. ارشد تهماسبی در کتاب تصانیف عارف، ذکری از این آهنگ به میان نیاورده در حالی که در کتاب مجموعهٔ آثار درویش‌خان، نُت و شعر آن را آورده است. فرامرز پایور هم در کتاب ردیف آوازی و تصنیف‌های قدیمی دوامی می‌نویسد: «آهنگ از درویش‌خان و شعر از ملک‌الشعرای بهار است که در مجلس شورای ملی به نفع حریق‌زدگان شهر آمل، تخصیص داده شده و در سال ۱۲۹۴ خورشیدی خوانده و اجرا شده است. بندهای دیگر این تصنیف در دیوان عارف آمده است.» مجله موسیقی شماره ۱۷، آلبوم ترانه‌های ایرانی، کتاب آهنگ‌های اصیل ایرانی نیز تصنیف را از درویش‌خان می‌دانند.
- بند یکم

| بهار دلکش رسید و دل به‌جا نباشد       |  | از آن‌که دلبر دمی به فکر ما نباشد    |
| در این بهار ای صنم بیا و آشتی کن     |  | که جنگ و کین با من حزین روا نباشد   |
| صبحدم بلبل، بر درخت گل، به‌خنده می‌گفت |  | نازنینان را، مه‌جبینان را، وفا نباشد |

- بند دوم

| اگر که با این دل حزین تو عهد بستی |  | حبیب من، با رقیب من، چرا نشستی؟ |
| چرا دلم را عزیز من، ز کینه خستی؟  |  | بیا بَرَم شبی از وفا ای مه الستی  |
| تازه کن عهدی که با ما بستی        |  |                                 |

- بند سوم

| به باغ رفتم دمی به گل نظاره کردم      |  | چو غنچه پیراهن از غم تو پاره کردم |
| روا نباشد اگر ز من کناره جویی         |  | که من ز بهر تو از جهان کناره کردم |
| ای پری پیکر، سرو سیمین بر، لعبت بهاری |  | مهوشی جانی، دلکشی اما، وفا نداری  |

- بند چهارم

| به باغ رفتم چو عارضت گلی ندیدم     |  | ز گلشن‌ات از مراد دل گلی نچیدم |
| به خاک کوی تو لاجرم وطن گزیدم      |  | ببین در وطن از رفیقانت،       |
| وز رقیبانت، در وطن‌خواهی چه‌ها کشیدم |  |                               |

- بند پنجم

| ز جشن جمشید جم، دلی نمانده خرم       |  | از آن که اهرمن را مکان بود به کشور جم   |
| به پادشه عجم بده ز باده جامی         |  | مگر که پادشه عجم ز دل برد غم            |
| خسرو ایران، باد جاویدان، به تخت شاهی |  | دشمنش بی جان، ملکش آبادان، چنان‌که خواهی |

- بند ششم

| ز جنگ بین‌الملل مرا خبر نباشد   |  | ز بارش تیر آهنین حذر نباشد         |
| مرا به غیر از غمت غم دگر نباشد |  | تو شاه منی، با ولای تو، با صفای تو |
| از رقیبانم حذر نباشد           |  |                                    |